# La competència
La competència és un programa radiofònic d'humor emès per l'emissora catalana RAC 1 des del setembre de 2009. Està dirigit i presentat per Òscar Andreu i Òscar Dalmau. Es tracta d'un programa d'humor basat en l'actualitat del dia emès de dilluns a divendres de 12 a 13h del migdia. L'equip del programa el formen els comunicadors Manel Vidal, Noelia Karanezi i Oriol de Balanzó, juntament amb Àlex Arbiol al control tècnic.
El programa va aparèixer la temporada 2009-2010. Ocupava la franja horària que va deixar lliure el programa Minoria absoluta quan va desaparèixer. Els conductors del programa havien treballat col·laborant anteriorment a Problemes domèstics, Minoria absoluta i La segona hora. Va tenir una molt bona rebuda per part de l'audiència I va esdevenir líder de la franja des del seu inici.

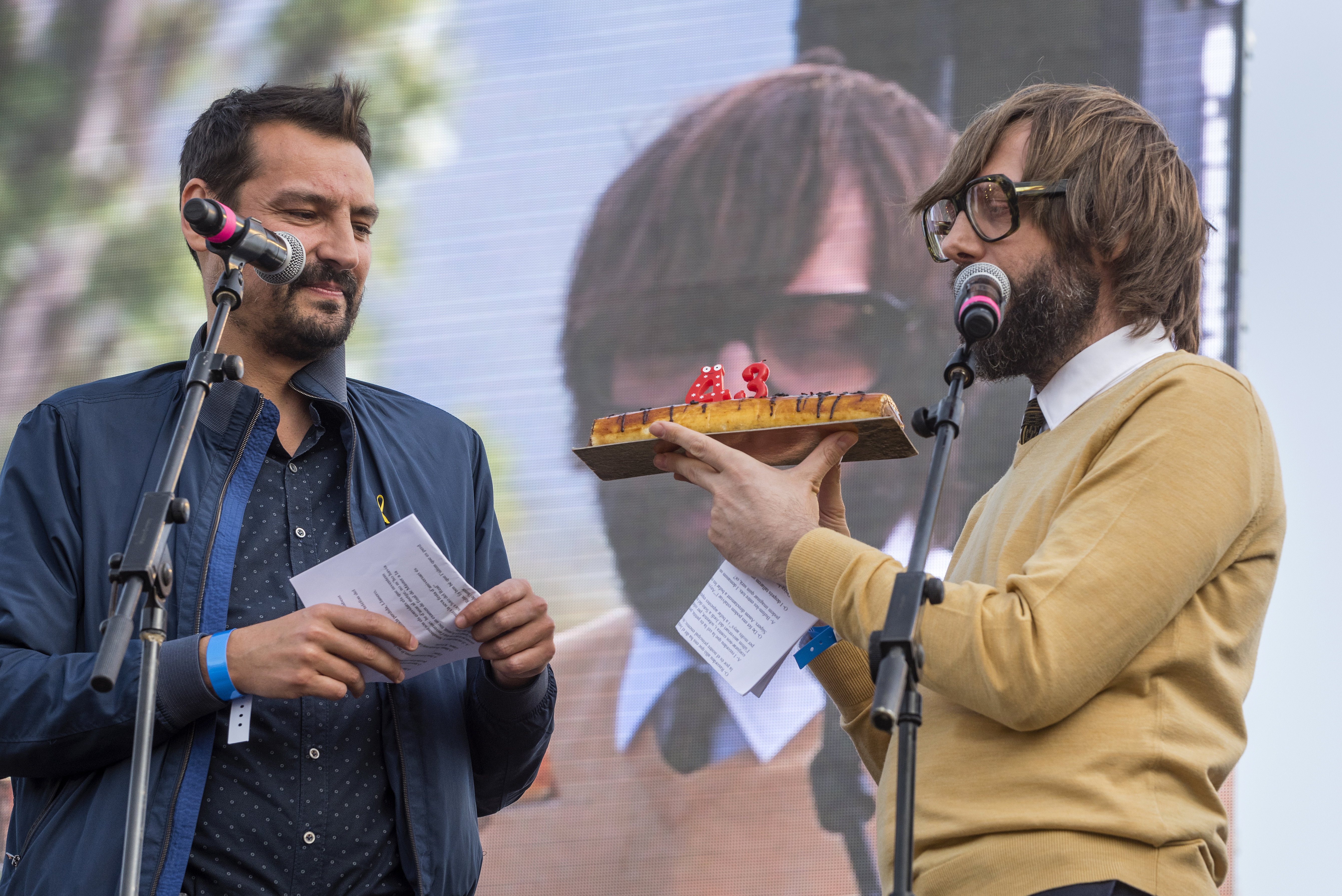
Òscar Andreu i Òscar Dalmau el 2018.

Durant la temporada d'estiu de RAC 1, en la mateixa franja emeten un refregit dels millors talls de la temporada anterior anomenat La competència: especial 50 anys. Durant la temporada regular, el programa s'emet en redifusió d'1 a 2h de la matinada, després de l'emissió del magazín esportiu Tu diràs.
El divendres 30 de setembre de 2011, a la 3a temporada, el programa va ser emès per primera vegada per televisió. Va ser a 8tv, a les 22h, just després del programa de Josep Cuní 8 al dia. El programa va ser enregistrat a la sala Luz de Gas a les 12 del migdia, per fer-lo coincidir amb l'emissió radiofònica en directe. A partir de llavors, aquesta doble emissió es va fer un cop al mes durant dues temporades amb un total de 21 programes. El programa en format televisiu s'anomenava La competència en color.

## Equip

### Equip actual
- Òscar Andreu (2009, codirector)
- Òscar Dalmau (2009, codirector)
- Oriol de Balanzó (2009, cap de guionistes)
- Manel Vidal (2019, guionista)
- Noelia Karanezi (2021, guionista i xarxes socials)

### Antics membres
- Natza Farré (2009-2021)
- Tomàs Fuentes (2011-2020)
- Guillem Dols (2009-2011)

## Personatges
Durant el programa els locutors interpreten diversos personatges ficticis. Aquí teniu una llista no exhaustiva dels més destacats: 
- Angelines (Òscar Dalmau): dona de mitjana edat que defensa el paper de la dona tradicional: les feines de casa, ser la crossa dels homes i no posar-se en política. S'autodefineix com a "cuqui".[3]
- Jean Paul Desgrava (Òscar Andreu): el becari del programa. Estudia Periodisme i fa sempre gala d'una gran incultura i incompetència.[4][5]
- Mohamed Jordi (OA): immigrant del món àrab, independentista radical. Regenta una botiga de conveniència.[6]
- Jep Cabestany (OD): comentarista polític autodefinit com "d'extrem centre". Ultradretà consumat, ultranacionalista radical i admirador orgullós de Franco. També inclou el seu alterego Jeblock Holmes.[3][7]
- Duque de Fire (OA): personatge que representa un home homosexual. Té un amic íntim i amant a Madrid, el Tebi de Foie (OD), que treballa a Madrid i sempre insisteix al Duque que deixi Catalunya (massa polititzada) i se'n vagi a viure amb ell a Madrid.[8][9]
- Xosé Anton Pazos de Vieira (OD): informàtic gallec, ancorat a l'època del Windows 95, que sempre proposa solucions arcaïtzants als problemes tecnològics.[10]
- Salvadoret de cal Bajoco (OD): pagès de Vilanova de la Franja, característic pel seu parlar fragatí, les crítiques constants a la gent de ciutat i la defensa de la pagesia.
- Otis Sardoya (OA): Una persona amant del cant que gairebé cada cop que entra en directe canta una cançó (la mateixa cançó però amb lletra diferent) dedicada a les dones, a vegades passant-se de la ratlla, amb la qual cosa l'Òscar Dalmau intenta parar-li els peus.
- Juli Pijuli (OA): president de la FeBaRil, la Federació de Bars Il•legals, drogoaddicte i fan d'un tema de Mozart en versió festiva.

El programa també inclou d'altres personatges com en Cirici (OD), funcionari de l'Idescat: Charly Carol, locutor; un avi, el Nani o el Justo, una paròdia de Justo Molinero; la Rebeca Gregal, dona del temps; un home i una dona amb accent sud-americà que atenen totes les centraletes del món; o Conrad Consum de l'Agència Catalana de Consum.

## Premis i reconeixements
- 2011 — Premi Ràdio Associació de Catalunya al millor programa de la radiodifusió catalana.[11]
- 2011 — Premi GoliADs de la Universitat Abat Oliba a la millor iniciativa de ràdio.[12]
- 2013 — Premi Ondas al millor programa de ràdio.[13]
- 2018 — Premi Nacional de Comunicació en la categoria de ràdio.[14]